# Paradoxopsyllus latus
Paradoxopsyllus latus är en loppart som beskrevs av Chen Ningyu, Wei Shufenf et Liu Quan 1982. Paradoxopsyllus latus ingår i släktet Paradoxopsyllus och familjen smågnagarloppor. Inga underarter finns listade i Catalogue of Life.